# Takashi Miike

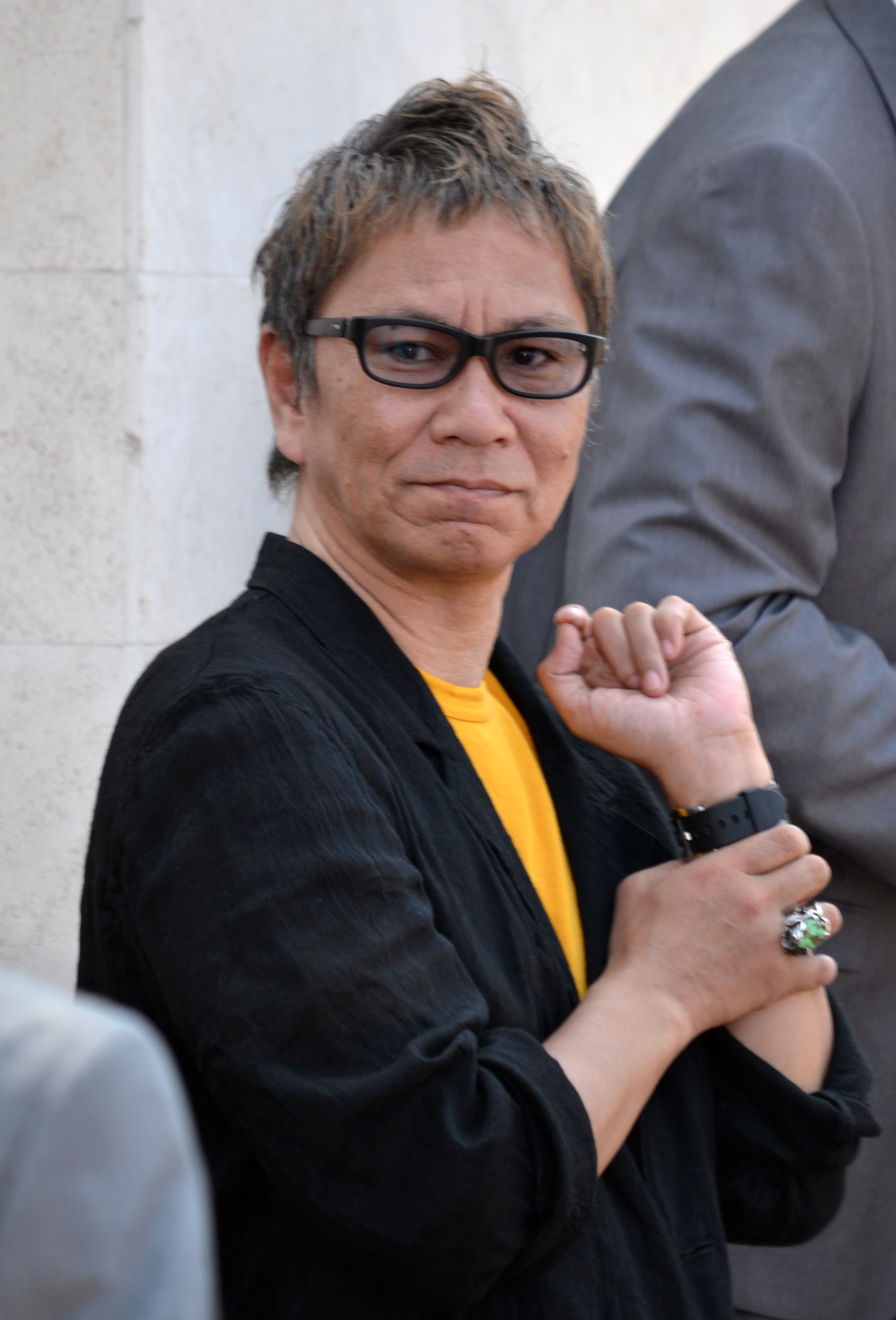
Takashi Miike (2011)

Takashi Miike (jap. 三池 崇史 Miike Takashi; * 24. August 1960 in Yao, Präfektur Osaka) ist ein japanischer Regisseur, Filmproduzent, Drehbuchautor und Schauspieler. 
Seit seinem Debüt 1991 führte Miike bei über 100 Kino-, Video- und TV-Produktionen Regie. Sein Werk umfasst ein breites Spektrum an Genres, von familienfreundlichen Komödien bis hin zu Yakuza- und Horrorfilmen mit exzessiven Gewaltszenen. Gerade durch diese teils zeichentrickartig überzeichneten Gewaltdarstellungen in Filmen wie Audition (1999), Dead or Alive (1999) und Ichi the Killer (2000) erlangte Miike um die Jahrtausendwende internationale Bekanntheit.

## Leben

### Jugend
Miike wurde in Yao als Sohn eines Schweißers und einer Näherin geboren. Sein Großvater war während des Zweiten Weltkriegs in China und Korea stationiert, sein Vater wurde in Seoul geboren. 
Die Stadt war von Armut geprägt, so dass viele Menschen bei der Yakuza arbeiteten. In einem Interview sagte Miike, dass mehrere seiner Schulkameraden Kinder von Yakuza gewesen seien und fügte an: „Ich kenne mehrere Yakuza persönlich. Das sind Menschen wie Du und ich. Sie haben nur eine andere Art zu kommunizieren […]“.
Während der Oberschule fand er Anschluss bei einer Gruppe Motorrad-Fans, die regelmäßig Wettrennen veranstaltete. Die häufigen Todesfälle kommentierte er so:
„Vor dem Rennen redete man ausgelassen mit einem seiner Freunde und ein paar Minuten später war er tot. Zwei oder drei Menschen starben in Motorradunfällen jedes Jahr.“
Seinen Traum, ein professioneller Motorradfahrer zu werden, gab er auf, als einer seiner talentiertesten Freunde bei einem professionellen Rennen gerade mal ein mittleres Ergebnis schaffte und Miike einsah, dass seine Leistungen nicht ausreichten.

### Weg zum Fernsehen
Miike schrieb er sich an der Fachschule für Funk und Film in Yokohama ein, nachdem er im Radio eine Werbung für das Studium gehört und festgestellt hatte, dass das Studium keine Aufnahmeprüfung erfordert. Zur Finanzierung des Studiums arbeitete in einem Nachtclub, der von amerikanischen GIs besucht wurde. Da ihm der Unterricht zu abstrakt erschien, besuchte Miike die Schule nur unregelmäßig. 
Miike begann als unbezahlter Assistent für den Fernsehproduzenten der Spielshow Black Jack zu arbeiten.
Die festangestellten Mitarbeiter hatten feste Arbeitszeiten, da sie von einer Gewerkschaft vertreten wurden. Daher mussten die freien Mitarbeiter die unerledigte Arbeit in Überstunden abarbeiten. Miike war von den festangestellten Mitarbeitern entsetzt, die nach seiner Meinung lieber ein bequemes Leben lebten und dafür uninteressante Filme produzierten. Daher beschloss er, dass er nie für eine Produktionsgesellschaft arbeiten wolle.

### Weg zum Film
Miike arbeitete weiter als freier Mitarbeiter für verschiedene Fernsehserien, die auch von verschiedenen Filmfirmen produziert wurden. Für die Mitarbeiter der Filmindustrie entwickelte Miike auch relativ schnell Antipathien, da er sie für arrogant und untalentiert hielt. Daher beschloss er weiter beim Fernsehen zu bleiben. Nachdem er etwa zehn Jahre als freier Mitarbeiter an Fernsehdramen mitgearbeitet hatte, teilweise auch als Co-Regisseur, kam er mit Shōhei Imamura, dem Gründer der Filmschule in Yokohama, zusammen. Imamura suchte nach drei Assistenzregisseuren für seinen Film Zegen und stellte ihn als dritten ein.
Danach arbeitete er weiter für den Film. Nach zwei Jahren arbeitete er wieder mit Imamura zusammen für den Film Schwarzer Regen. In diesem Film spielte er das erste Mal selbst eine kleine Nebenrolle. Anfang der 1990er Jahre kam es zu einem Boom der Direct-to-Video-Produktionen: Dies eröffnete neuen Regisseuren die Chance, eigene Filme zu produzieren und sie zu vertreiben. So wurde an Miike das Angebot herangetragen, dass er den Film Eyecatch Junction produzieren könne. Während der Vorbereitungszeit für den Film erhielt er das Angebot, als Ersatz für einen Regisseur bei dem Film Lady Hunter einzuspringen. Er willigte ein und drehte Lady Hunter innerhalb von zwei Monaten, bevor er mit Eyecatch Junction anfing.

## Rezeption
Miike erlangte 2000 durch das Horrordrama Audition und den Yakuza-Film Dead or Alive, die beide auf internationalen Filmfestspielen ihre Premiere feierten, weltweite Bekanntheit.
Ichi the Killer aus dem Jahr 2001, der nach einem gleichnamigen Manga von Hideo Yamamoto produziert wurde, wurde ein kontroverser Erfolg. Die BBFC weigerte sich, den Film in Großbritannien ungeschnitten zu zeigen, in Hongkong fehlten 15 Minuten, in den USA wurde er ungeschnitten, allerdings ohne Jugendfreigabe, gezeigt.
„Mit einer Vielzahl von Handschriften, Geschwindigkeiten und Erzählmodi ist der Autorenfilmer Miike […] besessen von einem ansteckenden, wenn auch manchmal verblüffenden Enthusiasmus für die Möglichkeiten des Kinos.“ – A. O. Scott, The New York Times
„Einer der […] innovativsten und unberechenbarsten Regisseure der Welt.“ – Jamie Russell, BBC
2017 wurde er in die Academy of Motion Picture Arts and Sciences (AMPAS) aufgenommen, die jährlich die Oscars vergibt.

## Filmografie (Auswahl)

### Spielfilme
- 1991: Eyecatch Junction (突風！ ミニパト隊 アイキャッチ・ジャンクション,  Toppū! Minipato tai - Aikyatchi Jankushon, Video Production)
- 1991: Lady Hunter (レディハンター 殺しのプレュード, Redi hantaa: Koroshi no puryuudo, Video Production)
- 1992: A Human Murder Weapon (人間兇器 愛と怒りのリング, Ningen kyōki: Ai to ikari no ringu, Video Production)
- 1993: Bodyguard Kiba (ボディガード牙, Bodigaado Kiba, Video Production)
- 1993: We're No Angels (俺達は天使じゃない, Oretachi wa tenshi ja nai, Video Production)
- 1993: We're No Angels 2 (俺達は天使じゃない2, Oretachi wa tenshi ja nai 2, Video Production)
- 1994: Bodyguard Kiba - Combat Apocalypse (修羅の黙示録 ボディーガード牙, Shura no mokushiroku: Bodigaado Kiba, Video Production)
- 1994: Shinjuku Outlaw (新宿アウトロー, Shinjuku autoroo, Video Production)
- 1995: Bodyguard Kiba - Combat Apocalypse 2 (修羅の黙示録2 ボディーガード牙, Shura no mokushiroku 2: Bodigaado Kiba, Video Production)
- 1995: Osaka Tough Guys (なにわ遊侠伝, Naniwa yūkyōden, Video Production)
- 1995: Shinjuku Killers (新宿黒社会 チャイナ・マフィア戦争, Shinjuku kuroshakai: Chaina mafia sensō)
- 1996: The Third Yakuza, Teil I (新・第三の極道 勃発 関西極道ウォーズ！！, Shin daisan no gokudō: boppatsu kansai gokudō woozu!!, Video Production)
- 1996: The Third Yakuza, Teil II (新・第三の極道II, Shin daisan no gokudō II, Video Production)
- 1996: Ambition without Honor (仁義なき野望, Jingi naki yabō, Video Production)
- 1996: Peanuts (ピイナッツ 落華星, Piinattsu: Rakkasei, Video Production)
- 1996: The Way To Fight (喧嘩の花道 大阪最強伝説, Kenka no hanamichi: Ōsaka saikyō densetsu, Video Production)
- 1996: Fudoh: The New Generation (極道戦国志 不動, Gokudō sengokushi: Fudō)
- 1997: Young Thugs: Innocent Blood (岸和田少年愚連隊 血煙り純情篇, Kishiwada shōnen gurentai: Chikemuri junjōhen)
- 1997: Ambition without Honor 2 (仁義なき野望2, Jingi naki yabō 2, Video Production)
- 1997: Rainy Dog (極道黒社会, Gokudō kuroshakai)
- 1997: Full Metal Yakuza (FULL METAL 極道, Full Metal gokudō)
- 1998: The Bird People in China (中国の鳥人, Chūgoku no chōjin)
- 1998: Andromedia (アンドロメデイア, Andoromedia)
- 1998: Blues Harp (BLUES HARP, Blues Harp)
- 1998: Young Thugs: Nostalgia (岸和田少年愚連隊 望郷, Kishiwada shōnen gurentai: Bōkyō)
- 1999: Audition (オーディション, Oodishon)
- 1999: Silver (シルバー SILVER, Shirubaa SILVER, Video Production)
- 1999: Ley Lines (日本黒社会, Nihon kuroshakai)
- 1999: Salaryman Kintaro (サラリーマン金太郎, Sarariiman Kintarō)
- 1999: Dead or Alive (DEAD OR ALIVE 犯罪者, Dead or Alive: Hanzaisha)
- 2000: City of Lost Souls (漂流街 THE HAZARD CITY, Hyōryūgai: The Hazard City)
- 2000: The Guys from Paradise – Die Hölle von Manila (天国から来た男たち, Tengoku kara kita otokotachi)
- 2000: Dead or Alive 2 (DEAD OR ALIVE 2 逃亡者, Dead or Alive 2: Tōbōsha)
- 2001: Family (FAMILY)
- 2001: Visitor Q (ビジターQ, Bijitaa Q)
- 2001: Ichi the Killer (殺し屋1, Koroshiya 1)
- 2001: Agitator (荒ぶる魂たち, Araburu tamashii-tachi)
- 2001: The Happiness of the Katakuris (カタクリ家の幸福, Katakuri-ke no kōfuku)
- 2002: Dead or Alive: Final (DEAD OR ALIVE 完結編, Dead or Alive: kanketsuhen)
- 2002: Shangri-La (金融破滅ニッポン 桃源郷の人々,  Kinyū hametsu Nippon: Tōgenkyō no hitobito)
- 2002: Takashi Miikes Graveyard of Honor (新・仁義の墓場, Shin jingi no hakaba)
- 2002: Deadly Outlaw Rekka (実録・安藤昇侠道伝　烈火, Jitsuroku Andō Noboru kyōdōden: Rekka)
- 2003: The Man In White (許されざる者,  Yurusarezaru mono)
- 2003: The Call (着信アリ, Chakushin ari)
- 2003: Gozu (極道恐怖大劇場 牛頭 GOZU, Gokudō kyōfu daigekijō: Gozu)
- 2003: Yakuza Demon (鬼哭 kikoku, Kikoku, Video Production)
- 2004: Zebraman (ゼブラーマン, Zeburaaman)
- 2004: Izo (IZO, Izo)
- 2005: Krieg der Dämonen – The Great Yokai War (妖怪大戦争, Yōkai daisensō); deutscher Titel: "Krieg der Dämonen"
- 2006: Waru (WARU, Waru)
- 2006: Scars on the Sun (太陽の傷, Taiyō no kizu)
- 2006: Big Bang Love, Juvenile A (46億年の恋, Yonjūrokuokunen no koi)
- 2006: Waru: The Final Act (WARU-完結編, Waru: kanketsuhen)
- 2007: Like a Dragon (龍が如く 劇場版, Ryū ga gotoku: gekijōban)
- 2007: Sukiyaki Western Django (スキヤキ・ウエスタン ジャンゴ, Sukiyaki uesutan jango)
- 2007: Crows Zero (クローズZERO, Kuroozu Zero)
- 2007: Zatoichi (座頭市, Zatoichi, Stageplay)
- 2007: Detective Story (探偵物語, Tantei monogatari)
- 2008: God's Puzzle (神様のパズル, Kamisama no pazuru)
- 2009: Yatterman (ヤッターマン, Yattaaman)
- 2009: Crows Zero 2 (クローズZERO 2, Kuroozu Zero 2)
- 2010: 13 Assassins  (十三人の刺客, Jūsannin no shikaku)
- 2010: Zebraman - Vengeful Zebra City (ゼブラーマン-ゼブラシティの逆襲, Zeburaaman - Zebura shiti no gyakushū)
- 2011: Ninja Kids!!! (忍たま乱太郎, Nintama Rantarō)
- 2011: Hara-Kiri: Death of a Samurai (一命, Ichimei); deutscher Titel: "Hara-Kiri - Tod eines Samurai"
- 2012: Ace Attorney (逆転裁判, Gyakuten Saiban); deutscher Titel: "Phoenix Wright-Ace Attorney"
- 2012: For Love´s Sake (愛と誠, Ai to Makoto)
- 2012: Lesson of the Evil (悪の経典, Aku no kyōten)
- 2013: Shield of Straw (Wara no tate); deutscher Titel: "Wara No Tate - Die Gejagten"
- 2014: Over Your Dead Body (喰女-クイメ-, Kuime)
- 2014: The Mole Song: Undercover Agent Reiji (土竜の唄 潜入捜査官REIJI, Mogura no uta sennyū sōsakan Reiji)
- 2014: As The Gods Will (神さまの言うとおり, Kamisama no yuu toori)
- 2015: Yakuza Apocalypse: The Great War of the Underworld (Gokudō daisensō)
- 2016: Terra Formars (テラフォーマーズ, Tera Foomaazu)
- 2016: The Mole Song: Hongkong Capriccio (土竜の唄 香港狂騒曲, Mogura no uta honkon kyōsōkyoku)
- 2017: Blade of the Immortal (無限の住人, Mugen no jūnin); deutscher Titel: "Blade of the Immortal-Rache stirbt nie"
- 2017: JoJo's Bizarre Adventure: Diamond Is Unbreakable Chapter I (ジョジョの奇妙な冒険 ダイヤモンドは砕けない 第一章, Jojo no kimyō na bōken daiyamondo wa kudakenai daiisshō)
- 2018: Laplace's Witch (ラプラスの魔女, Rapurasu no majo)
- 2020: First Love (初恋, Hatsukoi)
- 2021: Yokai War Guardians (妖怪大戦争 ガーディアンズ, Yōkai daisensō gaadianzu)
- 2021: The Mole Song: FINAL (土竜の唄 FINAL, Mogura no uta Final)
- 2023: Monster Lumberjack (怪物の木こり, Kaibutsu no kikori)

### Kurzfilme / Anthologie-Beiträge
- 2001: Kikuchi Castle Stories: Song of the Sakimori-Guardians (鞠智城物語 防人たちの唄, Kikuchijō monogatari: Sakimoritachi no uta, Short Movie)
- 2001: Asshole Fantasies: Open Ton Dream Legend (隧穴幻想 トンカラリン夢伝説, Zuiketsu gensō: Tonkararin yume densetsu, Short Movie)
- 2002: Woman - National Uprising (おんな 国衆一揆, Onna kunishū ikki, Short Movie)
- 2004: Three… Extremes [Segment: BOX] (Saam gaang yi, Segment in Episode Movie)
- 2019: That Moment, My Heart Cried [Segment: Beautiful] (その瞬間、僕は泣きたくなった-CINEMA FIGHTERS project-「Beautiful」, Sono shunkan, boku wa nakitakunatta-CINEMA FIGHTERS project-「Beautiful」, Segment in Episode Movie)

## Fernseh-Produktionen (Alle Werke)
- 1991: Shissō Ferrari 250 GTO / Last Run – Ai to Uragiri no Hyakuoku En (疾走フェラーリ250GTO/ラスト・ラン～愛と裏切りの百億円) (Regie, Episoden-TV-Film in 2 Teilen, テレビ東京)
- 1999: Tennen Shōjo Man (天然少女萬) (Regie, TV-Miniserie, WOWOW)
- 1999: Tennen Shōjo Man NEXT - Yokohama Momo-yo hen (天然少女萬NEXT 横浜百夜篇) (Regie, TV-Miniserie, WOWOW)
- 2000: Tajū Jinkaku Tantei Psycho / Amemiya Kazuhiko no Kikan (多重人格探偵サイコ/雨宮一彦の帰還) (Regie, Episoden-TV-Film in 2 Teilen, WOWOW)
- 2002: SABU (SABU 〜さぶ〜, Sabu) (Regie, TV-Film, 名古屋テレビ) (einmalig ausgestrahlt)
- 2002: Part-Time Tantei (パートタイム探偵, Pātotaimu tantei) (Regie, TV-Film, テレビ東京)
- 2003: Kōshōnin (交渉人, ) (Regie, TV-Film, WOWOW)
- 2004: Part-Time Tantei 2 (パートタイム探偵2, Pāto-taimu tantei 2) (Regie, TV-Film, テレビ東京)
- 2005: Ultraman Max (ウルトラマンマックス, Urutaroman Makkusu) (Regie und Regiaufsicht, Folgen 15 & 16, 中部日本放送)
- 2006: Masters of Horror: IMPRINT (インプリント ～ぼっけえ、きょうてえ～, Inpurinto ~bokkee kyōtee~, TV Episode)
- 2008: Kētai Sōsakan 7 (ケータイ捜査官7, ) (Regie, Pilotepisode + Folgen 23 & 45, テレビ東京)
- 2011: QP (QP) (Regie, Pilotepisode, 日本テレビ) [bislang keine weiteren Episoden geordert]
- 2017: Idol Warrior Miracle Tunes! (アイドル×戦士 ミラクルちゅーんず！, ) (Regie, テレビ東京)

## Sonstiges
- 2004 inszenierte er das Bühnenstück Demon Pond, welches 2005 auch den Weg in die Videoauswertung schaffte.
- 2005 hatte Miike einen kurzen Gastauftritt in dem Film Hostel von Eli Roth.
- 2006 drehte Miike neben anderen Regisseuren einen Kurzfilm für das PlayStation-2-Spiel Yakuza.
- 2010 hatte er einen Cameo-Auftritt in Desperate Struggle, dem zweiten Teil der Videospielreihe No More Heroes.
- 2021 hatte Miike einen weiteren Cameo-Auftritt in No More Heroes 3. Dort wird er von Hauptcharakter Travis Touchdown, welcher ein großer Fan von Miike ist, gebeten eine Realverfilmung der Videospiele zu machen.